# Pigeon (Wisconsin)
Pigeon – miasto w Stanach Zjednoczonych, w stanie Wisconsin, w hrabstwie Trempealeau.